# 卡門區
卡門區（西班牙語：Carmen），是哥斯達黎加的一個區，位於該國中部聖何塞省，始建於1848年12月7日，面積1.49平方公里，海拔高度1,156米，2011年人口2,702，人口密度每平方公里1,813.42人。